# 키셀라보다시

키셀라보다 시의 위치

키셀라보다시(마케도니아어: Општина Кисела Вода)는 마케도니아 공화국의 수도인 스코페를 구성하는 10개 지방 자치체 가운데 하나로 면적은 46.86km2, 인구는 57,236명(2002년 기준)이다. 지방 자치체 이름은 마케도니아어로 "광천수"를 뜻한다. 북서쪽으로는 카르포시 시, 북쪽으로는 첸타르 시, 북동쪽으로는 아에로드롬 시, 남쪽으로는 스투데니차니 시, 서쪽으로는 소피슈테 시와 접한다.